# توم كليري
توم كليري (بالإنجليزية: Tom Cleary)‏ هو لاعب كرة قدم أمريكية ولاعب كرة قدم كندية أمريكي، ولد في 1923، وتوفي في 20 يونيو 2009.

## وصلات خارجية
- توم كليري على موقع JustSportsStats.com (الإنجليزية)